# Eucoenogenes aestuosa
The Greenish Chestnut Moth (Eucoenogenes aestuosa) là một loài bướm đêm thuộc họ Tortricidae. Nó được tìm thấy ở Nhật Bản, Hàn Quốc, miền nam Trung Quốc (North Vân Nam) và miền bắc Ấn Độ.
Sải cánh dài 17–21 mm. In Hokkaido there is one generation per year, in phía nam của Japan there are more generations.
The larvae are considered a pest on Castanea crenata. 